# 金牌拳手
是一部2015年美國運動劇情片，由萊恩·庫格勒執導並與亞倫·柯文頓共同編劇，而羅伯·查特夫、查爾斯·溫克勒和席維斯·史特龍則負責監製。
本片為「洛基系列電影」的第七部作品，也是2006年的電影《洛基：勇者無懼》的衍生作品。由麥可·B·喬丹主演阿波羅·克里德之子阿多尼斯·克里德，史特龍再度飾演他洛基·巴波亞的角色。導演曾和演員喬丹合作過《奧斯卡的一天》；此外，喬丹也和伍迪·哈里斯共同合作過《火線重案組》。主要拍攝於2015年1月19日在利物浦進行，後來在費城取景洛基的家。
電影2015年11月25日在美國上映，以纪念《洛基》上映四十週年。電影獲得正面為主的評價，麥可·B·喬丹和席維斯·史特龍的演出表現備受肯定，後者更因為在電影裡的演出獲得第88屆奧斯卡金像獎最佳男配角提名。

## 劇情
1998 年，阿多尼斯·约翰逊在少年拘留中心服刑，因与另一名病人发生斗殴而被送往单独监禁。已故阿波罗·克里德的遗孀玛丽·安妮·克里德到牢房探望了阿多尼斯并提出收留他。
目前，阿多尼斯参加加利福尼亚州蒂华纳的业余拳击巡回赛。他也曾在一家金融公司的证券公司工作，但最终辞职，致力于成为一名拳击手。安妮不喜欢阿多尼斯立志成为一名拳击手的事实，她还记得三十年前阿波罗·奎德在与伊万·德拉戈的比赛中死去的情况。阿多尼斯毫不气馁，搬到了宾夕法尼亚州的费城，并遇到了洛奇巴尔博亚，他经营着一家以他已故妻子阿德里安的名字命名的餐馆。洛奇同意收阿多尼斯为徒，并在米基·戈德米尔以前经营的健身房训练他。
阿多尼斯在他的公寓里开始听到一些嘈杂的音乐，于是他敲门并要求住户把声音调低，原来住户是一位名叫比安卡·泰勒的女性，尽管听力逐渐下降，但她立志成为一名歌手和词曲作家。尽管阿多尼斯刚刚搬进来，但两人开始对彼此产生了浪漫的感情。当阿多尼斯继续训练时，洛奇意外倒下，后来被检测出患有非霍奇金淋巴瘤。阿多尼斯建议洛奇去接受治疗，洛奇也这么做了。
阿多尼斯正准备参加一场音乐会，比安卡将在那里表演，但后台发生了混乱，一个陌生人侮辱了阿多尼斯，这激怒了他，随后他爆发了暴力冲突，最后被保安制服。阿多尼斯被捕入狱，洛奇前来探望并告诉阿多尼斯，他是阿波罗·奎德的私生子，但阿多尼斯诬陷洛奇三十年前让他的私生父在拳击场上被杀，并让他离开。获释后，阿多尼斯试图向比安卡道歉，但比安卡认为阿多尼斯太危险，不值得信任，并要求他离开。
阿多尼斯将在英国利物浦与里奇康兰进行一场重要的拳击比赛。比赛以分歧判定康兰获胜结束，但观众和媒体对阿多尼斯如此高品質的首秀更为满意。后来，阿多尼斯在前往费城艺术博物馆的楼梯上遇见了洛奇，他虽然身体虚弱，但正在好转。

## 演員
- 麥可·B·喬丹飾演阿丹尼斯·「唐尼」·強森·克德（英语：Adonis Creed）（Adonis "Donnie" Johnson Creed）
- 席維斯·史特龍飾演羅伯·「洛基」·巴波亞（英语：Rocky Balboa）（Robert "Rocky" Balboa）
- 泰莎·湯普森飾演碧昂卡（Bianca）
- 菲莉西亞·拉沙德飾演瑪莉·安·克德（Mary Anne Creed）
- 伍迪·哈里斯飾演東尼·「小公爵」·艾佛斯（Tony "Little Duke" Evers）
- 東尼·貝婁飾演瑞奇·康蘭（"Pretty" Ricky Conlan）
- 葛拉罕·麥克塔維什飾演湯米·霍利戴（Tommy Holiday）
- 安德烈·沃德飾演丹尼·「飛車手」·惠勒（Danny "Stuntman" Wheeler）

## 發行

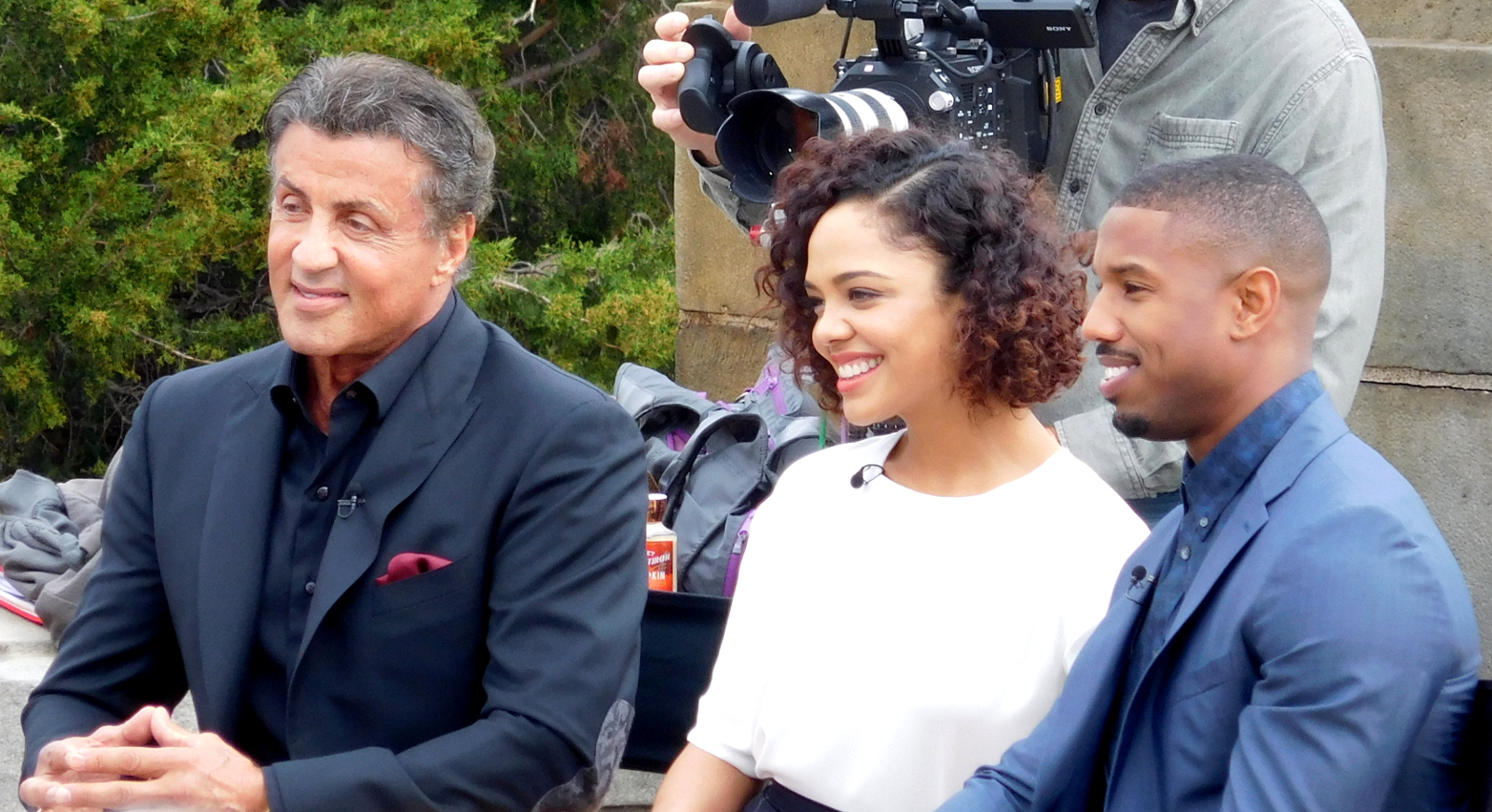
史特龍、湯普森和喬丹於2015年11月在費城的洛基階梯上宣傳電影

2015年2月3日，華納兄弟安排電影11月25日在美國上映，這天同時也是《洛基》的四十週年紀念。

## 反響
《金牌拳手》上映後好評如潮。爛番茄根據146篇專業評論新鮮度高達92%，平均得分7.9／10；該網站共識：「《金牌拳手》所帶來了《洛基》系列一個令人出乎意料深刻的第七集，儘管堅持走其經典的前身的根本，而在有趣的新方向中延伸了拳擊手的傳奇」。Metacritic得分82，代表「普遍好評」。據CinemaScore調查，觀眾在A+至F之間平均給了「A」的評價。
美國首週以600萬美元的票房登當週第三。

## 榮譽
| 獎項                   | 類別           | 得獎人                   | 結果 | 參考   |
| ---------------------- | -------------- | ------------------------ | ---- | ------ |
| 第88屆奧斯卡金像獎     | 最佳男配角     | 席維斯·史特龍            | 提名 | [ 10 ] |
| 非裔影評人協會         | 最佳導演       | 萊恩·庫格勒              | 獲獎 |        |
| 非裔影評人協會         | 最佳女配角     | 泰莎·湯普森              | 獲獎 |        |
| 國家評論協會           | 年度電影       | 《金牌拳手》             | 獲獎 | [ 11 ] |
| 國家評論協會           | 最佳男配角     | 席維斯·史特龍            | 獲獎 |        |
| 波士頓影評人協會       | 最佳男配角     | 席維斯·史特龍            | 提名 |        |
| 波士頓影評人協會       | 最佳原創配樂   | 魯德溫·葛瑞森            | 提名 |        |
| 洛杉磯影評人協會       | 新一代獎       | 萊恩·庫格勒              | 獲獎 |        |
| 華盛頓特區影評人協會   | 最佳男配角     | 席維斯·史特龍            | 提名 |        |
| 在線影評人協會         | 最佳男主角     | 麥可·B·喬丹              | 提名 |        |
| 在線影評人協會         | 最佳男配角     | 席維斯·史特龍            | 提名 |        |
| 波士頓在線影評人協會   | 最佳男主角     | 麥可·B·喬丹              | 獲獎 |        |
| 波士頓在線影評人協會   | 最佳男配角     | 席維斯·史特龍            | 獲獎 |        |
| 紐約在線影評人協會     | 最佳導演       | 萊恩·庫格勒              | 提名 |        |
| 紐約在線影評人協會     | 最佳男配角     | 席維斯·史特龍            | 提名 |        |
| 印第安納電影記者協會獎 | 最佳電影       | 《金牌拳手》             | 提名 |        |
| 印第安納電影記者協會獎 | 最佳導演       | 萊恩·庫格勒              | 提名 |        |
| 印第安納電影記者協會獎 | 最佳男配角     | 席維斯·史特龍            | 提名 |        |
| 第73届金球獎           | 最佳電影男配角 | 席維斯·史特龍            | 獲獎 | [ 12 ] |
| 衛星獎                 | 最佳男配角     | 席維斯·史特龍            | 提名 | [ 13 ] |
| 有色人種促進協會形象獎 | 傑出電影       | 《金牌拳手》             | 提名 |        |
| 有色人種促進協會形象獎 | 傑出電影男主角 | 麥可·B·喬丹              | 獲獎 |        |
| 有色人種促進協會形象獎 | 傑出電影女配角 | 菲莉西亞·瑞雪德          | 獲獎 |        |
| 有色人種促進協會形象獎 | 傑出電影女配角 | 泰莎·湯普森              | 提名 |        |
| 有色人種促進協會形象獎 | 傑出電影導演   | 萊恩·庫格勒              | 獲獎 |        |
| 有色人種促進協會形象獎 | 傑出電影劇本   | 萊恩·庫格勒，亞倫·柯文頓 | 獲獎 |        |

## 續集
2016年，史特龍和米高梅執行長張證實，《金牌拳手》將會推出續集。同月，據報導，續集將定於2017年11月上映。但之後被延期至2018年11月21日上映。

## 外部連結
- 官方网站
- 開眼電影網上《金牌拳手》的資料（繁體中文）
- 豆瓣电影上《奎迪》的資料 （简体中文）
- 时光网上《奎迪》的資料（简体中文）
- AllMovie上《金牌拳手》的资料（英文）
- 爛番茄上《金牌拳手》的資料（英文）
- Box Office Mojo上《金牌拳手》的資料（英文）
- TCM电影资料库上《金牌拳手》的资料（英文）
- Metacritic上《金牌拳手》的資料（英文）
- 互联网电影数据库（IMDb）上《金牌拳手》的资料（英文）